# Barry Manilow
Barry Manilow, född Barry Alan Pincus den 17 juni 1943 i Brooklyn i New York, är en amerikansk pianist, sångare och låtskrivare.

## Biografi
Manilow föddes som Barry Alan Pincus, men modern återtog sitt flicknamn Manilow för sig själv och sonen när han var i tidiga tonåren. 
Barry Manilow började som producent, arrangör och pianist åt bland andra Bette Midler men gav ut sitt första egna album 1973. Med uppföljaren "Mandy" 1974 fick han en förstaplacering på USA-listan i januari 1975. Två låtar till gick de närmaste åren ända upp på första plats, "I Write the Songs" och "Looks Like We Made It". En annan av hans mest kända låtar är "Copacabana". Han har också producerat många kända reklamjingles åt företag som Pepsi, Dr Pepper, McDonald's ("You Deserve A Break Today") och Kentucky Fried Chicken.
Barry Manilow sjunger ett brett spektrum av modern pop, från lugna ballader av ungefär samma slag som nästan alla popartister får framgångar med någon gång då och då till melodiös lättrock, regelrätt discodunk och dessutom från tidigt i hans karriär en rejäl dos av jazzmusik, som det var fullt av redan på albumet Even Now 1978, och som han senare har fortsatt med, exempelvis albumet 2:00 AM Paradise Café, Swing Street och hyllningsalbumen Singin' With the Big Bands och Manilow Sings Sinatra.
Mittsegmentet av Barrys utbud överväger dock klart, en lugn och melodiös "mjukpop", snäppet "snabbare" låtar än de allra mjukaste balladerna på hans repertoar.

## Diskografi
- 1973 – Barry Manilow I
- 1974 – Barry Manilow II
- 1975 – Tryin' to Get the Feeling
- 1976 – This One's for You
- 1977 – Live
- 1978 – Even Now
- 1979 – One Voice
- 1980 – Barry
- 1980 – A Nice Boy Like Me
- 1981 – If I Should Love Again
- 1982 – Here Comes the Night
- 1982 – Oh, Julie!
- 1984 – 2:00 AM Paradise Café
- 1985 – Manilow
- 1987 – Live on Broadway
- 1987 – Swing Street
- 1989 – Barry Manilow
- 1990 – Because It's Christmas
- 1991 – Showstoppers
- 1993 – Live in Britain
- 1994 – Singin' with the Big Bands
- 1994 – Thumbelina
- 1996 – Summer of '78
- 1998 – Manilow Sings Sinatra
- 2001 – Here at the Mayflower
- 2002 – A Christmas Gift of Love
- 2004 – 2 Nights Live
- 2004 – Scores - Songs from Copacabana and Harmony
- 2006 – The Greatest Songs of the Fifties
- 2006 – The Greatest Songs of the Sixties
- 2007 – The Greatest Songs of the Seventies
- 2007 – In the Swing of Christmas
- 2008 – The Greatest Songs of the Eighties